# Oskar Schröder

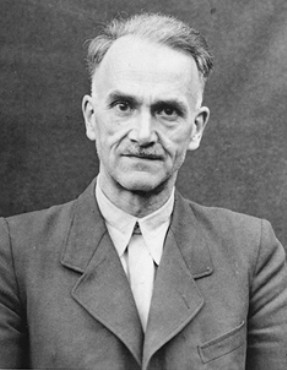
Oskar Schröder während der Nürnberger Prozesse

Oskar Schröder (* 6. Februar 1891 in Hannover; † 26. Januar 1959 in München) war ein deutscher Sanitätsoffizier und HNO-Arzt. Als Chef des Sanitätswesens der Luftwaffe war er an Menschenversuchen im KZ Dachau beteiligt, für die er im Nürnberger Ärzteprozess verurteilt wurde.

## Leben
Schröder studierte von 1910 bis 1914 Medizin an der Kaiser-Wilhelm-Akademie für das militärärztliche Bildungswesen. 1911 wurde er im Pépinière-Corps Saxonia aktiv. Er promovierte am 30. August 1919 in Berlin zum Dr. med. Zwischenzeitlich diente er im Ersten Weltkrieg als Truppenarzt. Nach Kriegsende – für das Deutsche Reich mit einer Verkleinerung der Streitkräfte verbunden – schied Schröder aus dem Militärdienst aus. 1923 wurde er auch Mitglied des von der KWA nach Hamburg verlegten Corps Franconia. Bei seinem Corpsbruder Paul Stenger in Königsberg i. Pr. und in Würzburg zum HNO-Arzt ausgebildet, wurde er 1925 als Vertragsarzt zugelassen. Über mehrere Jahre betrieb er eine Arztpraxis.
In der Zeit des Nationalsozialismus wurde Schröder 1935 Stabschef des Generalarztes Erich Hippke im Reichsluftfahrtministerium. Im selben Jahr war die Existenz der zuvor getarnt aufgebauten Luftwaffe offiziell bekanntgemacht worden. 1938 zum Oberfeldarzt befördert, übernahm Schröder die Leitung einer Abteilung in der Sanitätsinspektion der Luftwaffe. Im Zweiten Weltkrieg war er 1940 und 1941 vorübergehend Flottenarzt bei der Luftflotte 2. Am 1. Januar 1944 löste Schröder seinen Vorgesetzten und Corpsbruder Hippke als Chef des Sanitätswesens der Luftwaffe ab.

### Versuche zur Trinkbarmachung von Meerwasser 1944
Seit 1942 wurden im Auftrag der Luftwaffe Verfahren zur Trinkbarmachung von Meerwasser entwickelt. Hintergrund waren Fälle von in Seenot geratener Angehöriger der Luftwaffe und der Marine. Zu diesem Thema wurde am 9. Mai 1944 im Reichsluftfahrtministerium eine Konferenz abgehalten. Anwesend waren unter anderem Oskar Schröder, der Referent für Luftfahrtmedizin des Sanitätswesens, Hermann Becker-Freyseng, und der Unterarzt im Stab des Forschungsinstituts für Luftfahrtmedizin, Konrad Schäfer. Die Teilnehmer beschlossen, zwei unterschiedliche Verfahren anhand von Menschenversuchen zu erproben. Becker-Freyseng sah die günstigsten Voraussetzungen für eine Versuchsreihe in einem Konzentrationslager gegeben.
Am 7. Juni 1944 beantragte Schröder beim Reichsinnenminister und Reichsführer SS Heinrich Himmler Menschenversuche im KZ Dachau:
„Hochverehrter Herr Reichsminister!
Sie gaben bereits früher der Luftwaffe die Möglichkeit, dringende ärztliche Fragen im Versuch am Menschen zu klären. Ich stehe heute wieder vor einer Entscheidung, die nach zahlreichen Tier- und auch Menschenversuchen an freiwilligen Versuchspersonen eine endgültige Lösung verlangt: Die Luftwaffe hat gleichzeitig zwei Verfahren zum Trinkbarmachen von Meerwasser entwickelt. Das eine, von einem San.Offizier entwickelte Verfahren entsalzt das Meerwasser und macht es zu einem wirklichen Trinkwasser, das zweite, von einem Ingenieur angegebene Verfahren lässt den Salzgehalt unverändert, es nimmt dem Seewasser nur den unangenehmen Geschmack. Das letzte Verfahren benötigt im Gegensatz zum ersten keine Engpassrohstoffe. Ärztlicherseits muss dieses Verfahren nach unseren heutigen Kenntnissen als bedenklich angesehen werden, da die Zufuhr konzentrierter Salzlösungen schwere Vergiftungserscheinungen hervorrufen kann.
Da die Versuche am Menschen bisher nur bis zu einer Dauer von vier Tagen durchgeführt werden konnten, die praktischen Forderungen aber eine Versorgung in Seenot Geratener bis zu zwölf Tage verlangen, sind entsprechende Versuche erforderlich.
Benötigt werden 40 gesunde Versuchspersonen, die für 4 Wochen voll zur Verfügung stehen müßten. Da von früheren Versuchen bekannt [ist], daß im K.L. Dachau die notwendigen Laboratorien sind, wäre dieses Lager sehr geeignet. […]“
Am 28. Juni 1944 lagen befürwortende Stellungnahmen von Karl Gebhardt, Richard Glücks und Arthur Nebe vor und am 11. Juli 1944 teilte Rudolf Brandt, der persönliche Referent Heinrich Himmlers, die Entscheidung mit, „asoziale Zigeunermischlinge“ sowie drei weitere Häftlinge für die Versuche zu benutzen. Die Durchführung der Meerwasserversuche fand im Zeitraum von Juli bis September 1944 statt, Leiter war der österreichische Mediziner Wilhelm Beiglböck.

### Nürnberger Ärzteprozess
Nach Kriegsende ergaben sich Hinweise auf die Beteiligung von Ärzten der Luftwaffe an den Menschenversuchen in Konzentrationslagern im Nürnberger Prozess gegen die Hauptkriegsverbrecher. Angeklagt war hier auch Hermann Göring, der Oberbefehlshaber der Luftwaffe. Die alliierten Ermittlungen gingen nach Ansicht des Medizinhistorikers Udo Benzenhöfer dabei auch von den direkt an den Versuchen Beteiligten aus und stießen „durch Nachvollzug der Verantwortungskette zu den ranghöheren und ranghöchsten Angeklagten“ vor. Schröder wurde mit sieben weiteren Ärzten der Luftwaffe im Nürnberger Ärzteprozess angeklagt. Sein Verteidiger war Hans Marx, sein Assistent war Edmund Tipp. Eine Anklage gegen Schröders Amtsvorgänger Erich Hippke unterblieb, da dessen Aufenthaltsort nicht bekannt war.
Der Hauptvorwurf gegen Schröder waren die Dachauer Meerwasserversuche. Weiterhin wurden Schröder als Chef des Sanitätswesens der Luftwaffe auch die Teilnahme und Verantwortlichkeit für die Höhen- und Unterkühlversuche von Sigmund Rascher im KZ Dachau, die im KZ Ravensbrück durchgeführten Sulfonamidversuche unter dem Obersten Kliniker des Reicharztes der SS, Karl Gebhardt, sowie die Gelbsucht- und Fleckfieberversuche des Luftwaffenoffiziers Eugen Haagen im KZ Natzweiler-Struthof angelastet.
Schuldig befunden wurde Schröder der maßgeblichen Initiative und Durchführung der Meerwasserversuche. Im Gerichtsurteil wird darauf verwiesen, dass innerhalb eines Monats nach dem Brief Schröders an Himmler mit den Versuchen im KZ Dachau begonnen worden sei. Nachdem der Anklagepunkt der Sulfonamidversuche durch die Anklagebehörde zurückgezogen wurde, verurteilte das Gericht Schröder aufgrund der Beteiligung von Luftwaffenoffizieren, die ihm zu diesem Zeitpunkt unterstanden, als mitverantwortlich an den Experimenten zur Erforschung eines Fleckfieberimpfstoffes. Ebenfalls für schuldig befunden wurde Schröder wegen der Lost- und Phosgenversuche im KZ Natzweiler-Struthof, an denen die Luftwaffenoffiziere Haagen und Karl Wimmer beteiligt waren. In diesem Punkt war gegen Schröder keine Anklage erhoben worden; von den übrigen Anklagepunkten wurde er durch den amerikanischen Militärgerichtshof freigesprochen. Am 20. August 1947 wurde Schröder zu lebenslanger Haft verurteilt und anschließend in das Kriegsverbrechergefängnis Landsberg überführt.
Am 31. Januar 1951 wurde das Strafmaß Schröders durch den amerikanischen Hohen Kommissar John Jay McCloy auf fünfzehn Jahre reduziert, am 31. März 1954 erfolgte unter Aussetzung der Strafe zur Bewährung die Entlassung. Nach der Haftentlassung heiratete er im Frühjahr 1955 die ehemalige Geschäftsführerin des Fachausschusses für Schwesternwesen in der Arbeitsgemeinschaft der freien Wohlfahrtspflege und NS-Schwester Karin Huppertz. Schröder hielt sich anschließend zeitweise in den USA auf und beriet die U.S. Air Force in luftmedizinischen Organisationsfragen. Als Angehöriger der beiden Pépinière-Corps erhielt er 1956 noch das Band des Corps Brunsviga Göttingen.
Schröder starb im Januar 1959 in München und erhielt seine letzte Ruhestätte in Hannover.